# Bonart
Bonart es una revista semestral de arte fundada en 1999 en Gerona. Editada en lengua catalana bajo una licencia de Creative Commons, realiza un especial seguimiento de los eventos artísticos de Cataluña y de todas las comunidades de habla catalana. Su interés se centra en el arte, el arte visual y el patrimonio y está escrita por y para especialistas del sector. Entre sus colaboradores destacan Arnau Puig, Daniel Giralt-Miracle, Pilar Parcerisas, Luis Antonio de Villena o Xavier Barral i Altet, entre otros. Contiene artículos de reflexión, crítica de arte, reportajes, entrevistas, noticias y una agenda completa y actualizada. También incluye información y calendario de exposiciones de España y de Europa, fundamentalmente. Está presente en las ferias de arte y eventos culturales y es miembro de APPEC y de ARCE.

## Historia
El día 19 de noviembre de 1999 se presentó en Gerona el número 1 de la revista Bonart, una iniciativa de la gestora cultural Anna Maria Camps y del crítico de arte Ricard Planas. Diez años más tarde, la revista salió a la venta y se distribuye en toda Cataluña, el departamento francés de Pirineos Orientales, la Comunidad Valenciana, las Islas Baleares, Andorra y Aragón, y llega también a bibliotecas de toda España. En el primer número, de 68 páginas en blanco y negro y color y a precio de 250 pesetas, Ricard Planas entrevistaba a Richard Hamilton, que pasó varias temporadas en Cadaqués. Modest Cuixart –que colaboró con Bonart hasta su muerte– escribió sobre el legado de Dau al Set.
La Asociación de la Prensa Periódica en catalán (APPEC), después de dos años de vida, le concedió el premio a la mejor revista en catalán. Ese mismo año se inició una edición en línea de libros, con la copia de la Rosa Guri Pintura de la vida, que se presentó en el Círculo Artístico de San Lucas de Barcelona por Carles Duarte.
En 2005 se entregaron los primeros premios Bonart, que fueron para Carles Fontserè, Pepe Martínez Lozano y Josep Tarrés. Coincidiendo con el noveno aniversario, Bonart introdujo un nuevo sitio web y la revista en formato digital, que permite a partir de entonces dos opciones de suscripción: edición impresa y la edición digital.
A principios de 2007, la revista firmó un acuerdo con el Ministerio de Cultura para que la distribuyera por las bibliotecas de toda España y en septiembre se presentó una edición en castellano en Zaragoza, y en la Feria del Libro de Fráncfort, con una edición especial en alemán.
En febrero de 2008, llegó al número 100. La difusión de Bonart era de 10.000 ejemplares, y fue controlada por el Barómetro de la Comunicación y la Cultura. La colección de un centenar de meses, reflexionó con una exposición en el Centro Cultural de Caixa Girona-Fontana d'or.
En 2012, lanzó un diario en línea que se actualiza diariamente. Se puede consultar en www.bonart.cat
.

## Premios y reconocimientos
- 2005 - Premio APPEC a la mejor revista catalana del año[13]
- 2008 - Premio Siestv para el mejor spot de televisión[14]
- 2013 - Premio Ajeg a la mejor iniciativa cultural y empresarial de las comarques gironines[15]
- 2013 - Premio APPEC a la mejor editorial.[16]
- 2022 - Premio GAC al Medio de Comunicación, que concede el gremio de galerías de arte de Cataluña.